# Premios Suizos de Danza
Los Premios Suizos de Danzaes una distinción creada en el año 2012 para la Confederación Suiza, como medio para animar el mundo de danza. Desde el año 2013, están otorgados cada dos años para el Jurado de Danza Federalen colaboración con la Oficina Federal de Cultura (FOC).

## Historia
Se introdujo como parte de la ley Federal de estímulo a la cultura.
Persiguen y continúan los objetivos del Premio Suizo de Danza y de Coreografía (2002 - 2011).La Confederación Suiza teniendo tomado arriba el Premio como reconocimiento y soporte en sus objetivos.
La primera ceremonia de estos Premios tuvo lugar en el Teatro l'Equilibre en Fribourg en el año 2013.

## Principals
El Gran Premio Suizo de Danza es un tributo de pagas a una carrera artística y el Premio es superior de 40,000 francs otorgado por el Jurado de Baile Federal. Una cantidad igual está asignada al Premio Especial de Danza como recompensa para una contribución excepcional en los campos de mediación, documentación o política cultural. Como parte de la "competición de Creación de Baile Actual" el jurado destina cuatro Premio de Danza otorgados cada cual de 25,000 francs.El June Johnson Prizeestá atribuido en colaboración con la Fundación Stanley Thomas Johnson y premia a la futura generación de Danza. Un Premio de 25,000 francs está dotado a la Bailarina Excepcional y Bailarín Excepcional por su interpretación. 

## Premio Suizos de Danza  Premiados

#### Gran Premio Suizo de Danza
2019: La Ribot
2017: Noemi Lapzeson
2015: Gilles Jobin
2013: Martin Schläpfer

#### Premio Suizos de Danza
2019: 
- Flow - Compagnie Linga & Keda
- Hate me, tender - Teresa Vittucci
- Speechless Voices - Compagnie Greffe/Cindy Van Acker
- Vicky setzt Segel - Company Mafalda/Teresa Rotemberg

2017: 
- Creature-József Trefeli & Gábor Varga
- iFeel3-*MELK Prod./Marco Berrettini
- inaudible-ZOO/Thomas Hauert
- Le Récital des Posture-Yasmine Hugonnet

2015:
- Souffle - DA MOTUS! / Brigitte Meuwly and Antonio Bühler
- Requiem - Tanzcompagnie Konzert Theater Bern / Nanine Linning
- bits C 128Hz - miR Compagnie / Béatrice Goetz
- Orthopädie or to be - Kilian Haselbeck/Meret Schlegel

2013: 
- Sideways Rain - Alias Cie / Guilherme Botelho
- From B to B - Thomas Hauert/ZOO et Àngels Margarit/Cia Mudances
- Disabled Theater - Theater HORA / Jérôme Bel
- Diffraction - Cie Greffe / Cindy Van Acker

#### June Johnson Dance Price
2019: Unplush / Marion Zurbach
2017: Hyperion – Higher States Part 2 - Antibodies/Kiriakos Hadjiioannou
2015: Requiem for a piece of meat - 3art3 company, Daniel Hellmann
2013: Dark Side Of The Moon - Asphalt Piloten, Anna Anderegg

#### Premio Especial de Danza
2019: Dominique Martinoli
2017: AIEP Avventure in Elicottero Prodotti
2015: Claude Ratzé/ADC Genf
2013: Théâtre Sévelin 36

#### Bailarina Excepcional y Bailarín Excepcional
2019: Marie-Caroline Hominal / Edouard Hue.
2017: Marthe Krummenacher / Tamara Bacci.
2015: Simone Aughterlony / Ioannis Mandafounis.
2013: Yen Han / Foofwa d'Imobilité.